# Mensonge amoureux
Pour plus de détails, voir Fiche technique et Distribution.
Mensonge amoureux (L'amorosa menzogna) est un film italien de court métrage réalisé par Michelangelo Antonioni, sorti en 1949.

## Synopsis
Le film est un documentaire sur les romans-photos italiens, les « fumetti fotografici ».

## Fiche technique
- Titre : Mensonge amoureux
- Titre original : L'amorosa menzogna
- Réalisation : Michelangelo Antonioni
- Scénario : Michelangelo Antonioni
- Musique : Giovanni Fusco
- Photographie : Renato Del Frate
- Production : Mirto Mondei
- Société de production : Filmus et Edizioni Fortuna
- Pays :  Italie
- Genre : Documentaire
- Durée : 11 minutes
- Dates de sortie : 
  -  Italie : mai 1949

## Distribution
- Anna Vita
- Annie O'Hara
- Sergio Raimondi
- Sandro Roberti

## Distinctions
Le film a été présenté en sélection officielle en compétition au Festival de Cannes 1949.